# Nguyễn Hải Trung
Nguyễn Hải Trung (sinh ngày 6 tháng 10 năm 1968 tại Vĩnh Phúc) là một tướng lĩnh của lực lượng Công an nhân dân Việt Nam với quân hàm Trung tướng. Ông hiện là Thứ trưởng Bộ Dân tộc và Tôn giáo.
Ông từng là Ủy viên Ban Thường vụ Thành ủy Hà Nội, Ủy viên UBND Thành phố, Bí thư Đảng ủy, Giám đốc Công an thành phố Hà Nội. Ông từng giữ chức vụ Giám đốc Công an tỉnh Thanh Hóa, Phó Chủ nhiệm Thường trực Ủy ban Kiểm tra Đảng uỷ Công an Trung ương.

## Sự nghiệp
Ông sinh ngày 6 tháng 10 năm 1968 tại Đình Chu - Lập Thạch - Vĩnh Phúc. Nguyễn Hải Trung từng giữ chức Cục trưởng Cục Tổ chức Cán bộ Công an nhân dân Việt Nam.
Ngày 1 tháng 4 năm 2016, Nguyễn Hải Trung được bổ nhiệm giữ chức Phó Tổng cục trưởng Tổng cục Chính trị Công an nhân dân Việt Nam.
Ngày 21 tháng 8 năm 2018, ông được bổ nhiệm giữ chức Giám đốc Công an tỉnh Thanh Hóa.
Ngày 7 tháng 11 năm 2018, Ban Thường vụ Tỉnh ủy Thanh Hóa đã tổ chức lễ công bố quyết định của Ban Bí thư Ban Chấp hành Trung ương Đảng Cộng sản Việt Nam khóa 12 về chỉ định Nguyễn Hải Trung – Giám đốc Công an tỉnh Thanh Hóa tham gia Ủy viên Ban chấp hành, Ban Thường vụ Tỉnh ủy tỉnh Thanh Hóa nhiệm kỳ 2015 – 2020.
Ngày 18 tháng 5 năm 2020, tại Công an tỉnh Thanh Hóa. Thượng tướng Bùi Văn Nam, Ủy viên Trung ương Đảng, Thứ trưởng Bộ Công an đã thông báo Quyết nghị của Thường vụ Đảng ủy Công an Trung ương về chủ trương cho thực hiện quy trình điều động Thiếu tướng Nguyễn Hải Trung, Giám đốc Công an tỉnh Thanh Hóa đến nhận công tác tại Bộ Công an
Ngày 8 tháng 6 năm 2020, tại Công an tỉnh Thanh Hóa, Bộ Công an tổ chức Lễ công bố và trao Quyết định của Bộ trưởng Bộ Công an về việc điều động Thiếu tướng Nguyễn Hải Trung, Giám đốc Công an tỉnh Thanh Hóa đến nhận công tác tại Ủy ban kiểm tra Đảng ủy Công an Trung ương.
Ngày 12 tháng 6 năm 2020, tại Hà Nội, Thượng tướng Nguyễn Văn Thành, Ủy viên Trung ương Đảng, Ủy viên Ban Thường vụ, Chủ nhiệm Ủy ban Kiểm tra Đảng ủy Công an Trung ương, Thứ trưởng Bộ Công an đã chủ trì Lễ công bố Quyết định của Bộ trưởng Bộ Công an về việc điều động Thiếu tướng Nguyễn Hải Trung, Giám đốc Công an tỉnh Thanh Hóa đến nhận công tác tại UBKT Đảng ủy Công an Trung ương để tiến hành quy trình bầu Ủy viên chuyên trách và Phó Chủ nhiệm Thường trực UBKT Đảng ủy Công an Trung ương nhiệm kỳ 2015 - 2020.
Ngày 13 tháng 7 năm 2020, tại Hà Nội, đã diễn ra Lễ công bố và trao quyết định của Ban Bí thư Trung ương Đảng ban hành Quyết định bổ nhiệm Thiếu tướng Nguyễn Hải Trung, nguyên Giám đốc Công an tỉnh Thanh Hóa giữ chức Ủy viên, Phó Chủ nhiệm Uỷ ban Kiểm tra Đảng ủy Công an Trung ương nhiệm kỳ 2015 - 2020.
Ngày 30 tháng 7 năm 2020, Đại tướng Tô Lâm, Bộ trưởng Bộ Công an ký quyết định điều động Thiếu tướng Nguyễn Hải Trung, Phó chủ nhiệm thường trực Ủy ban Kiểm tra Đảng ủy Công an Trung ương, Thủ trưởng Cơ quan Ủy ban Kiểm tra Đảng ủy Công an Trung ương đến nhận công tác và giữ chức vụ Giám đốc Công an thành phố Hà Nội từ ngày 1 tháng 8.
Ngày 21 tháng 1 năm 2021, Đại tướng Tô Lâm, Bộ trưởng Bộ Công an đã trao quyết định của Chủ tịch nước về việc thăng cấp bậc hàm Trung tướng cho đồng chí Nguyễn Hải Trung, Giám đốc Công an Thành phố Hà Nội.
Ngày 25 tháng 2 năm 2025, tại quyết định số 397/QĐ-TTg, Thủ tướng Chính phủ Phạm Minh Chính điều động, bổ nhiệm ông Trung giữ chức Thứ trưởng Bộ Dân tộc và Tôn giáo.

## Lịch sử thụ phong cấp bậc hàm
| Năm thụ phong | –      | 2016        | 2021        |
| ------------- | ------ | ----------- | ----------- |
| Quân hàm      |        |             |             |
| Cấp bậc       | Đại tá | Thiếu tướng | Trung tướng |